# Synergy (logiciel)
Pour les articles homonymes, voir Synergy.
Synergy est une solution logicielle en partie libre permettant de partager un clavier et une souris entre plusieurs ordinateurs. Ce n'est pas un logiciel KVM (Keyboard, Video & Mouse) mais uniquement KM (Keyboard & Mouse), il ne permet donc pas de partager un écran.

## Fonctionnement
Le principe est simple : il s'agit de déployer le logiciel sur le système maître (dit serveur), puis sur les systèmes esclaves (dit clients). 
Sur le maître, sont spécifié les ordinateurs pouvant s'y connecter. Un écran permet de spécifier l'agencement des futurs périphériques d'affichages.
Sur l'esclave, le logiciel demande simplement de spécifier le nom ou l'adresse IP (de préférence) du maître, et se connecte sur le serveur tournant dessus.
La souris et le clavier sont alors partagés et les périphériques du maître prennent le dessus sur ceux de l'esclave. L'utilisateur peut ainsi utiliser sa souris et son clavier indifféremment sur le maître ou sur l'esclave, en fonction de l'élément actif (celui qui possède le focus). L'impression donnée est de pouvoir passer d'un ordinateur à un autre aussi simplement qu'on le ferait en passant d'un écran à l'autre sur un système multi-écrans.
Le presse-papier est aussi partagé, ce qui différencie Synergy d'un simple commutateur KVM. L'un des principaux atouts de Synergy est d'exister aussi bien sur les plateformes Windows que Mac ou Linux et que l'on peut parfaitement configurer un serveur Synergy sur une plateforme d'un type et lui adjoindre des esclaves de plateformes différentes (par ex. le maitre peut être installé sur un OS Windows et avoir comme esclaves des systèmes Linux ou Mac - l'utilisateur passera alors naturellement de son système Windows à son système Linux ou Mac).

## Fork
Barrier est un fork de Synergy. Il offre une solution similaire entièrement libre et gratuite .